# Pierre-Ludovic Duclos
Pierre-Ludovic Duclos-Lasnier (Ciudad de Quebec, 8 de enero de 1986) comúnmente mencionado como Pierre-Ludovic Duclos, es un jugador profesional de tenis canadiense. Ha obtenido tres títulos en su carrera como singlista, todos en torneos de categoría Future. En dobles, ha ganado 16 Futures y 5 Challengers. Sólo ha ganado un partido en un Torneo ATP como singlista, en el ATP 250 de Winston-Salem 2011, tras derrotar al estadounidense Ryan Harrison, por entonces 67 del ranking ATP.

## Vida personal
Duclos nació y vive aún en Sainte Foy, Quebec. Mide 1,88 metros de alto y pesa 75 kilogramos y es diestro, teniendo además el revés a dos manos. Su superficie favorita es el cemento (Dura). Su entrenador es el italiano Donato Campagnoli.
El 22 de febrero de 2013, Duclos fue acusado de acoso sexual a una niña de 13 años, a quien conoció en un entrenamiento. Tras ser descubierto, el canadiense habría confesado todo, pudiendo recibir una pena de hasta 15 años.

## TítulosATP Challenger Series; 5 (0 + 5)

### Finalista en Individuales (1)
- 2011: Guadalajara (pierde ante Paul Capdeville)

### Dobles (5)
| Legenda dobles            |
| Grand Slam (0)            |
| ATP World Tour Finals (0) |
| ATP Masters 1000 (0)      |
| ATP World Tour 500 (0)    |
| ATP World Tour 250 (0)    |
| ATP Challenger Series (5) |

| N.º | Fecha      | Torneo                 | Superficie | Pareja          | Oponentes en la final             | Resultado       |
| --- | ---------- | ---------------------- | ---------- | --------------- | --------------------------------- | --------------- |
| 1.  | 24.04.2006 | Challenger de México   | Dura       | André Ghem      | Rik de Voest Glenn Weiner         | 6-4 0-6 10-3    |
| 2.  | 24.04.2010 | Challenger de Manta    | Dura       | Ryler DeHeart   | Martin Emmrich Andreas Siljeström | 6-4 7-5         |
| 3.  | 28.06.2010 | Challenger de Winnetka | Dura       | Ryler DeHeart   | Rik de Voest Somdev Devvarman     | 7-6(4) 4-6 10-8 |
| 4.  | 28.08.2010 | Challenger de Pekín    | Dura       | Artem Sitak     | Sadik Kadir Purav Raja            | 7-6(4) 7-6(5)   |
| 5.  | 02.09.2011 | Challenger de Bangkok  | Dura       | Riccardo Ghedin | Nicholas Monroe Ludovic Walter    | 6-4 6-4         |